# 约翰尼·梅格·多·纳西门托·奥索里奥
约翰尼·梅格·多·纳西门托·奥索里奥（Johnny Meg do Nascimento Osório，1985年8月6日—），是一名巴西职业足球运动员，现效力于中国足球超级联赛球会上海申鑫队。

## 俱乐部生涯
约翰尼在巴西联赛球队伊图亚诺开始职业足球生涯，此后曾经先后效力于图皮足球俱乐部、保利斯塔、華斯高足球會、诺蒂科、阿拉戈斯和圣若昂等球队。
2010年1月，德国足球甲级联赛球队波鸿对约翰尼产生兴趣并邀请他去试训。但在中国足球超级联赛球队南昌八一的高薪邀请下，他最终选择加盟南昌队。